# Socotabius
Socotabius is een geslacht van hooiwagens uit de familie Cosmetidae.
De wetenschappelijke naam Socotabius is voor het eerst geldig gepubliceerd door Roewer in 1957. 

## Soorten
Socotabius is monotypisch en omvat slechts de volgende soort:
- Socotabius pachytarsus